# 水着少女
『水着少女』（みずぎしょうじょ）は、テレビ東京で2004年1月5日から2005年3月30日まで放送されていたバラエティ番組。関東ローカル放送であったが、開始から2004年3月末までテレビ愛知、テレビ大阪でも放映されていた。ナレーションは三村ロンド。2004年4月からは水曜日に移動（「Se-女!2」の開始に伴うもの）。

## コーナー

### 水着ハウス
毎週3 - 4人の女性アイドルが「水着ハウス」と称する家を訪れ、水着に着替えて本を朗読したり、お菓子を食べたり、ゲームをしたり、手紙を読んだりと様々だった。ルールとして、ポラロイド写真を撮ることが義務付けられており、撮った写真は番組ホームページに掲載された。
水着ハウスには岩佐真悠子、ほしのあき、山崎真実、小阪由佳、川村ゆきえ、青木小明、喜屋武ちあき、大久保麻梨子、松嶋初音、夏目理緒、西田美歩、天川美穂といったグラビアやミスマガジン、制コレの受賞者などで活躍するアイドルや、堀口としみ、内田さやか、水谷さくら、福愛美、都築あこ、番ことみ、渋谷千賀、福田淳子といったレースクイーンも出演していた。
番組末期には表ハウスと裏ハウスに分けられ、表ハウスにはアイドルの卵といえる無名タレントが、裏ハウスには蒼井そらや、春菜まいといったAV女優や、青木りんなどの着エロアイドルが水着を着て出演していた。

### アイドル水泳大会
水着ハウスとは別に毎週5 - 6人のアイドルが出演して、アイドル水泳大会が行われる。番組開始当初は特撮戦隊もののパロディが登場、プールに浮かんでいる犬のぬいぐるみを救出するゲームコーナーだったが、後に競泳や障害物競走、騎馬戦などに変更された。優勝したアイドルには金のビキニがプレゼントされたが、負けたアイドルには臭いのきつい牛乳を飲まされるといった過酷な罰ゲームがあった。

### ミニコーナー
この他にもアイドルの心臓音を聴かせるという「アイドルの心臓ON!」というコーナーもあった。番組末期はアイドルの新作DVDを紹介するコーナー（進行役はかわい瞳）だった。

## ネット局と放送時間
テレビ東京
- 2004年1月5日 - 2004年3月30日：毎週火曜日深夜3時10分 - 深夜3時40分
- 2004年4月7日 - 2005年3月30日：毎週水曜日深夜3時10分 - 深夜3時40分

テレビ大阪
- 2004年1月7日 - 2004年3月31日：毎週水曜日深夜2時35分 - 深夜3時05分
この番組のネットが打ち切られた後、代わりにテレビ大阪では、ほしのが司会のアイドル番組、「農ドルちゃん」がスタート、2004年9月まで放送された。

## 備考
最終回（2005年3月30日放送）のスタッフロールでディレクターのABEX555(阿部聡)が「学生時代に見た『週刊おとなの絵本』や『ギルガメッシュないと』、『姫TV』のような今では絶対できないような番組を作れたらいいなと思って作ったのがこの番組だった」と独白した。ちなみにこの番組を立ち上げた佐藤哲也は『ギルガメッシュないと』のスタッフの1人。

## スタッフ
第1期
- 構成：小杉四駆郎、江戸川ダビ夫、中垣ヒデキ、渡辺ヒロシ
- 演出：田中久也、正久仁
- ディレクター：ツーナカ、阿部聡、木原憲和、山木健司、佐野克己
- 技術：STUDIO38
- 音効：井上研一、岡沢秀二
- プロデューサー：佐藤哲也（テレビ東京）、本橋武夫、伊藤真和、井出雄介（つくばテレビ）
- 音楽協力：テレビ東京ミュージック

第2期
- 構成：小杉四駆郎、江戸川ダビ夫、中垣ヒデキ
- 音声：エルビス
- 編集：島根ユキヒロ
- MA：丸山晃
- ディレクター：ツーナカ、阿部聡、木原憲和、佐野克己
- 演出：田中久也
- プロデューサー：佐藤哲也（テレビ東京）、正久仁

## メインスポンサー
- 2004年1月から3月まで：ライブドア（開始当初は旧社名のエッジ）・フォーサイド・ドット・コム
- 2004年4月から最終回まで：エルゴ・ブレインズ・グループ